# Antonio Fernández Valenzuela
Antonio Fernández Valenzuela (Campillo de Llerena, Badajoz, 1947-Alicante, 7 de mayo de 2018) fue un empresario y político  español vinculado al PSPV-PSOE, presidente de la Diputación Provincial de Alicante y de la Cámara de Comercio alicantina.

## Biografía
Como tantos antiguos líderes de la izquierda española, Fernández Valenzuela proviene de las imprentas. Fue aprendiz en la imprenta de la Diputación alicantina pues, tras el fallecimiento de su padre, en 1957, se trasladó a esta ciudad ingresando además en el Hogar provincial, el centro benéfico de la provincia de Alicante, sito en el paseo de Campoamor. Se terminaría de formar como encuadernador en Barcelona, tras dos años de formación profesional en Artes aplicadas.
Regresó a Alicante en 1970, contagiado de ilusión y de marxismo y con su suegro abrió un establecimiento “Encuadernaciones Moscú”, nombre que no ocultaba sus preferencias políticas y que además se convertiría en su apodo para el resto de la vida: «Moscú». Años después adquirió “Gráficas Díaz”. 

### Comienzos en política
Y con el fin de la dictadura franquista se afilió al Partido Socialista Obrero Español (PSOE) en 1976. Se inició en la actividad pública de la política como secretario de Propaganda del Comité local alicantino en 1977 y dos años después, tras las elecciones municipales de 1979 fue elegido concejal del área de Tráfico en la lista encabezada por José Luis Lassaletta Cano.
En las siguientes elecciones municipales celebradas en 1983 y por primera vez coincidentes con las elecciones autonómicas valencianas -además de concejal- resultó elegido y diputado provincial, y tras lograr el PSOE la mayoría de los diputados provinciales de la provincia de Alicante, se convirtió en el segundo presidente de la Diputación alicantina en la nueva democracia. Con un mandato en la Diputación que le permitió mostrar su modelo de gestión provincial, nuevamente se presentó en las elecciones municipales de 1987 y por los mismos motivos resultó presidente de la Diputación Provincial de Alicante. 
Muchos logros, pues promovió la transformación del antiguo Hospital provincial “San Juan de Dios” de Alicante primero en geriátrico y luego, con la mediación de la Generalidad Valenciana, en el Hospital clínico San Juan de Alicante, la creación del “Hospital de la Vega Baja” en San Bartolomé (Orihuela) pero además creación suya fueron los Planes de Obras que ayudó a tantos pequeños municipios de la provincia alicantina. Transformó el antiguo Instituto de Estudios Alicantinos en el Instituto Alicantino de Cultura Juan Gil-Albert y fue uno de los principales impulsores de la fundación «FUNDEUN» nacida en 1989 gracias a la Diputación, la Cámara alicantina, la patronal COEPA, la Universidad de Alicante y la Caja Mediterráneo (CAM)…solo le quedó pendiente un auditorio provincial debido a la oposición del ayuntamiento presidido por Lassaletta a su proyecto, su antagonista en el PSOE. En ese partido federal fue secretario comarcal, secretario de la Agrupación de Alicante y miembro del Comité del PSPV.
Pero en 1991, la Audiencia provincial de Alicante le condenó a una suspensión de cargo público y una multa monetaria, debido a unas acusaciones por parte del CDS e  Izquierda Unida de prevaricación, con la oposición del fiscal Cabedo que no observó delito alguno, considerando que separó su gestión empresarial particular de su gestión pública. Tras saltar el caso a los medios, especialmente en el plano local, Valenzuela dimitió y volvió a sus negocios no sin antes recurrir solicitando la revocación de la sentencia
. La sentencia fue anulada, él fue absuelto por el Tribunal Supremo en 1992 y las acusaciones fueron archivadas.

#### La Cámara de Comercio
Se dedicó a hacer crecer su empresa, “Gráficas Díaz” hasta convertirla en una de las más fuertes del sector en la provincia e incluso entró en el sector de la construcción a través de la mercantil “Explotaciones Turísticas Finestrat, SA”. En 1998 vuelve a la primera fila social a través de las entidades empresariales en calidad de vicepresidente De la Cámara de Comercio, muy a pesar de la clase empresarial más retrograda. En el año 2002 sería elegido su presidente con amplia mayoría y reelegido sin votos en contra hasta que a finales de 2009 dimitió por iniciativa propia, habiendo realizado importantes reformas internas en la institución y una nueva sede.

#### Alcaldía de Alicante
Durante el verano siguiente de 2010 anunció que volvía a la política con la intención de presentarse a las primarias y ser candidato a la alcaldía de Alicante pero no resultó elegido, ganando Elena Martín Crevillén. Un año después, dimitió como directivo de su empresa.
| Predecesor: Luis Díaz Alperi | Presidente de la Diputación Provincial de Alicante 1983-1991 | Sucesor: Antonio Mira-Perceval |